# Ramiro Enrique
Ramiro Enrique, né le 4 mai 2001 à Burzaco en Argentine, est un footballeur argentin jouant au poste d'avant-centre à Orlando City en MLS.

## Biographie

### En club
Né à Burzaco en Argentine, Ramiro Enrique est formé par le CA Banfield. Il signe son premier contrat professionnel le 25 juillet 2019, étant alors lié au club jusqu'en 2023. C'est avec ce club qu'il fait ses débuts en professionnel, jouant son premier match le 12 février 2021, à l'occasion d'une rencontre de coupe de la Ligue face au Racing Club. Il entre en jeu à la place de Luciano Pons (en) et son équipe s'impose par deux buts à zéro. Enrique inscrit son premier but en professionnel dans cette même compétition, le 6 avril 2021 face à l'Estudiantes de La Plata. Titulaire, il permet à son équipe d'égaliser et d'obtenir le point du match nul (2-2 score final).
Le 26 janvier 2023, Ramiro Enrique est transféré à Orlando City en Major League Soccer où il signe un contrat de trois ans avec la franchise floridienne, soit jusqu'en décembre 2025.
Enrique marque son premier but pour Orlando le 11 juin 2023, lors d'une rencontre de MLS face aux Rapids du Colorado. Il entre en jeu et participe à la victoire de son équipe par deux buts à zéro.

### En sélection
En janvier 2019, Ramiro Enrique est convoqué avec l'équipe d'Argentine des moins de 18 ans.

## Vie privée
Ramiro Enrique est le fils de l'ancien international argentin Héctor Enrique. De fait, il est également le neveu de Carlos Enrique, lui aussi footballeur.